# 洋縣中學
洋縣中學，現也稱作洋縣第一高級中學（英文：No.1 Middle School of Yang Xian Shaanxi），是陝西省洋縣的一所完全單設高級中學。

## 歷史
- 1929年洋縣中學創建，其初期為洋縣縣立初級中學；
- 1938年因抗日戰爭，西安高中和西安一中遷來洋縣，與縣立初中同址辦學，1940年西安高中遷走後，西安一中仍留洋縣，並招收陝南學生，1942年更名為「陝西省立洋縣中學」，簡稱「省中」；
- 1949年政權交替後，學校由洋縣人民政府更名為「陝西省洋縣中學」。1961年更名為「洋縣中學」，2003年1月被陝西省教育廳批准為省級重點中學。

## 現況
洋縣中學占地面積約50025平方米，主要建築物總面積38000平方米。學校主要建築物包括：教學大樓一幢，建築面積2437平方米，內設25個教室；實驗樓一幢，建築面積3349平方米；教研辦公樓一幢，建築面積2032平方米；科技樓一幢，建築面積3332平方米；綜合樓2幢，建築面積約5181平方米；F教學樓一幢，建築面積3527平方米；學生餐廳一幢，建築面積6250.58平方米；學生生宿舍樓一座，建築面積10238平方米，有床位1900個；體育運動場一處。學校藏書15萬冊。建有一流的現代化實驗室 11 個，多功能廳 5 個，網絡教室 2 個，引入集衛星寬帶網、國際網際網路、有線廣播網、無線調頻系統，視頻點播系統等多功能於一體的數位化寬帶校園網。有標準化體育場、游泳、旱冰體育館、健身房、網球場。
全校共有教職工259人，專職教師221人中，具有研究生學歷的8人，大學本科學歷196人；高級教師52人，一級教師139人，省市級優秀教師20人，省市級教學能手14人，市縣級名師 20人。目前教學班達到60個，在校學生4400多人，在校食宿學生達1700多人。
- - 现任校长白林显先生，1962年出生，中国共产党籍。1985年毕业于汉中师范学院（现陕西理工学院）生物系，中学高级生物教师，中国教育学会生物学教学研究员，汉中市教育学会生物教学研究会理事，洋县首届“十杰教师”，洋县政协十、十一届委员，汉中市政协第四届委员。先后十六次获得省、市、县各级表彰奖励，其中三次获得汉中市优秀教师荣誉称号。2003年12月洋县智果中学（抗战期间乃是国立七中二分校所在地）校长、2007年7月任洋县城关中学校长,2011年任洋县教体局副局长，2012年9月任洋县中学校长。

## 校友
- 巩馥洲，洋縣洋州鎮鞏家槽人，現任中國科學院數學與系統科學研究院應用數學所所長，研究員，博士生導師。
- 王巍，導航、制導與控制專家，2014年当选中国科学院院士，国际宇航科学院通讯院士，研究员，博士生导师，十三届全国人民代表大会代表。